# Weiningen TG
| TG ist das Kürzel für den Kanton Thurgau in der Schweiz. Es wird verwendet, um Verwechslungen mit anderen Einträgen des Namens Weiningen zu vermeiden. |

Weiningen, schweizerdeutsch Wiininge, ist eine ehemalige Ortsgemeinde und eine Ortschaft der Gemeinde Warth-Weiningen des Bezirks Frauenfeld des Kantons Thurgau in der Schweiz.
Von 1803 bis 1994 war die Ortsgemeinde Weiningen mit Nergeten und Weckingen Teil der Munizipalgemeinde Pfyn. Am 1. Januar 1995 fusionierten die Ortsgemeinden Warth und Weiningen zur Gemeinde Warth-Weiningen.

## Geographie
Weiningen liegt 3 Kilometer nördlich von Frauenfeld auf einem Hügel zwischen dem Seebach- und dem Thurtal.

## Geschichte

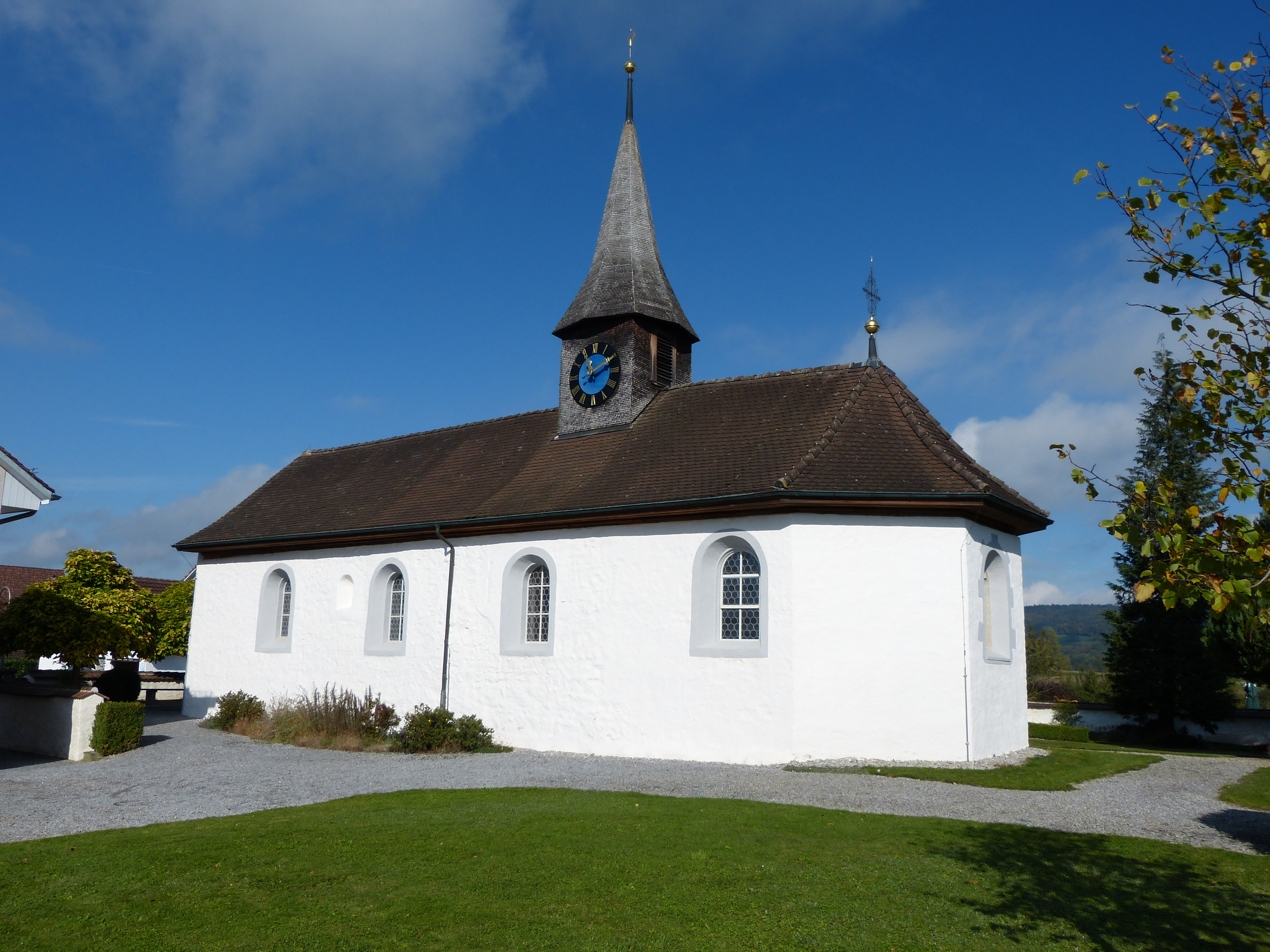
Reformierte Kapelle St. Nikolaus

1219 ist Weiningen als Winingin urkundlich belegt. Vom Hochmittelalter bis 1798 gehörte der Ort zur Gerichtsherrschaft Ittingen.
Die Weininger Kapelle St. Niklaus wird 1486 erstmals erwähnt. Weiningen war bis 1992 nach Pfyn kirchgenössig, wurde jedoch von der Reformation 1529 bis 1567 vom katholischen Pfarrer von Hüttwilen versehen. Seit 1993 ist es eine eigenständige Kirchgemeinde.
Neben Acker-, Wiesen- und Obstbau wurde in Weiningen bis Ende 19. Jahrhundert auch Weinbau betrieben, der wegen Reblausbefall eingestellt werden musste. Im 19. Jahrhundert kamen Vieh- und Milchwirtschaft hinzu. Der Ort erhielt 1883 eine Käserei und 1958 eine Niederstamm-Obstanlage. 1979 bis 2000 wurde eine Gütermelioration durchgeführt. In Weiningen haben Bauunternehmungen, ein Betonwerk und eine Schreinerei ihren Sitz.

## Wappen

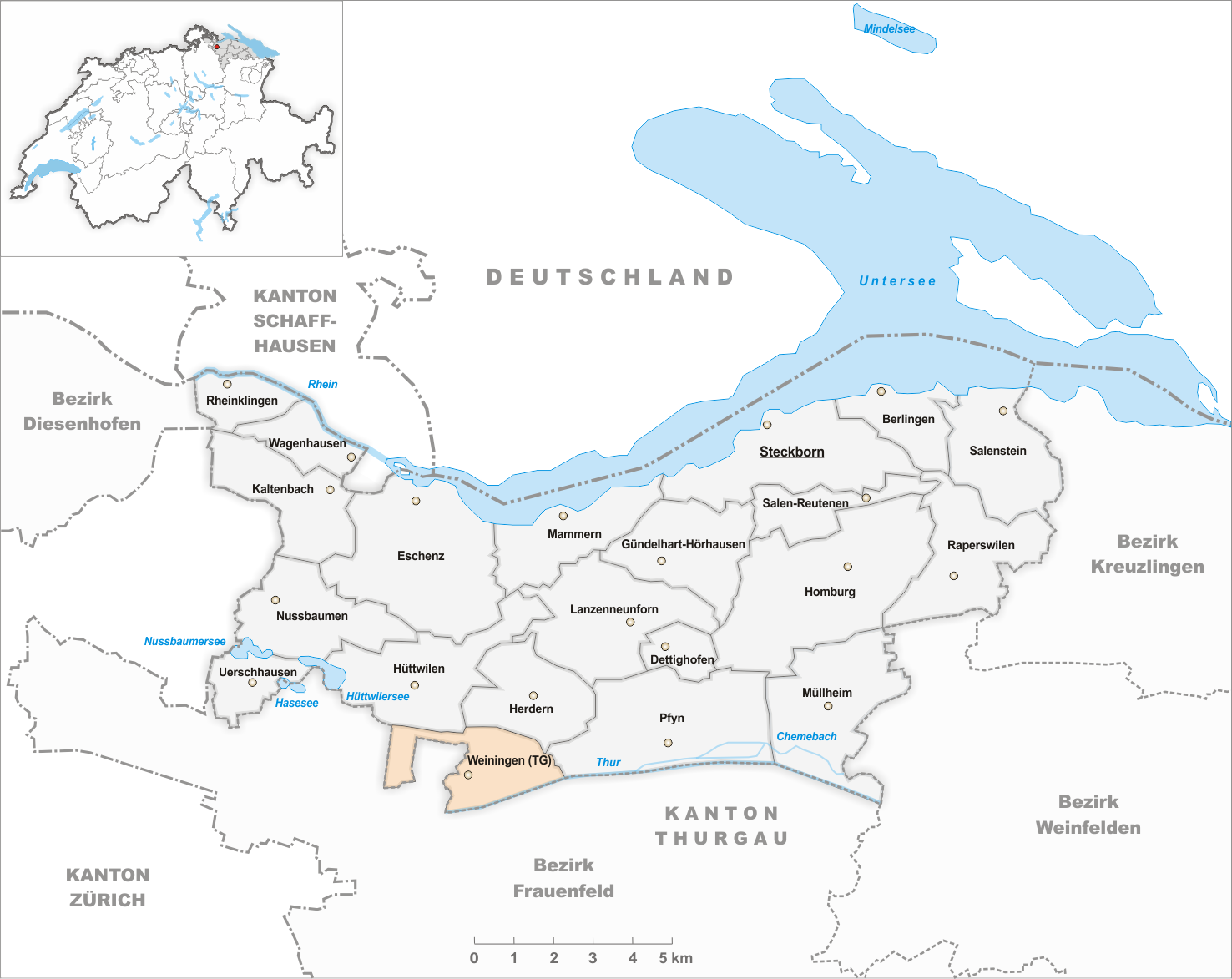
Gemeindestand vor der Fusion im Jahr 1995

Blasonierung: In Schwarz mit gelber Traube mit weissem Stiel und zwei weissen Blättern.
Die Traube steht redend für Weiningen. Die Farben Schwarz und Weiss verweisen auf die Zugehörigkeit zur Gerichtsherrschaft der ehemaligen Kartause

## Bevölkerung
| Jahr         | 1831 | 1850 | 1900 | 1950 | 1990 | 2000  | 2010  | 2018  |
| Ortsgemeinde | 305  | 316  | 336  | 343  | 490  |       |       |       |
| Ortschaft    |      |      |      |      |      | 400   | 491   | 677   |
| Quelle       |      |      |      |      |      | [ 6 ] | [ 7 ] | [ 2 ] |

Von den insgesamt 677 Einwohnern der Ortschaft Weiningen im Jahr 2018 waren 89 bzw. 13,1 % ausländische Staatsbürger. 312 (46,1 %) waren evangelisch-reformiert und 130 (19,2 %) römisch-katholisch.

## Bilder

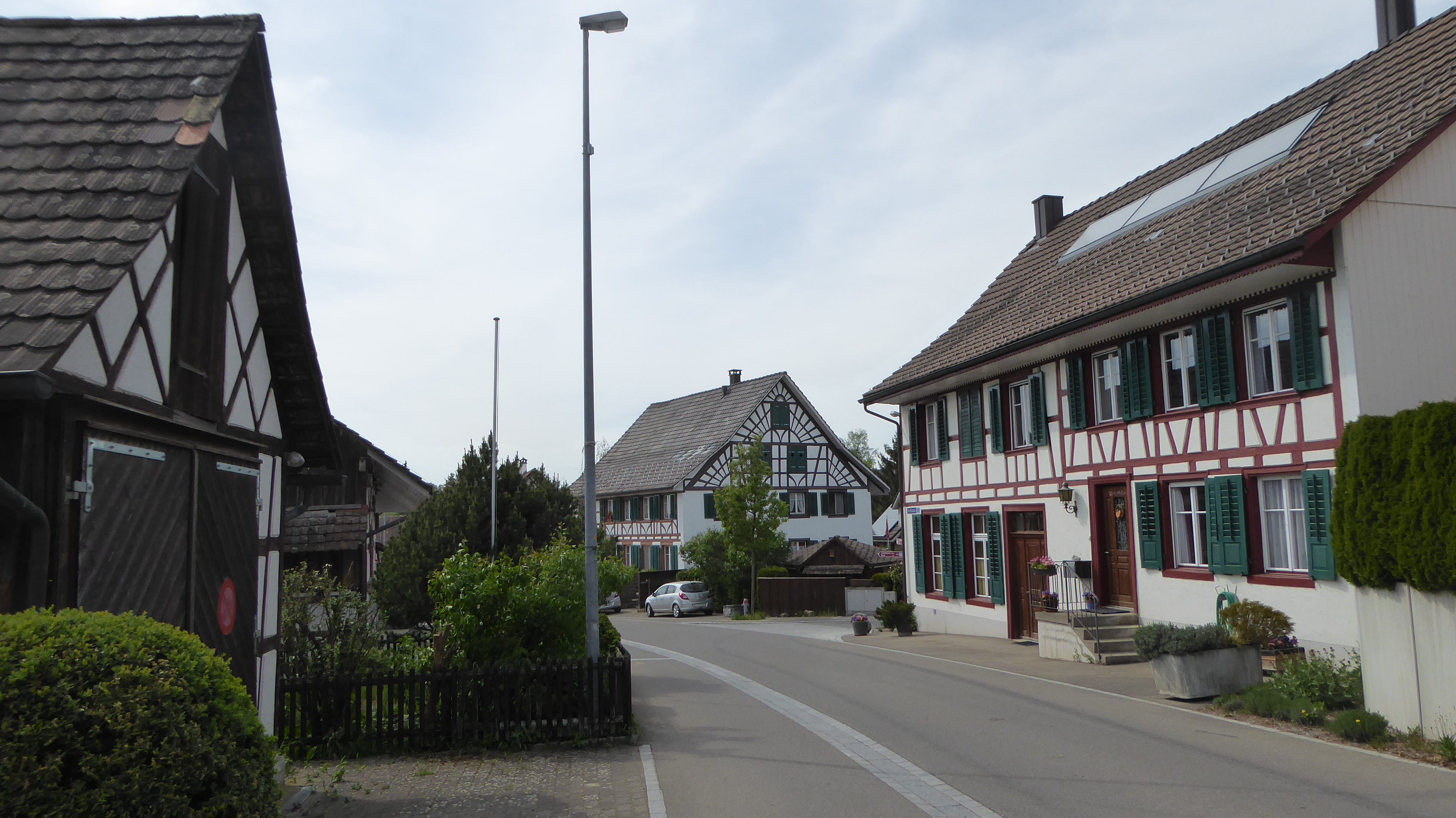
Dorfstrasse
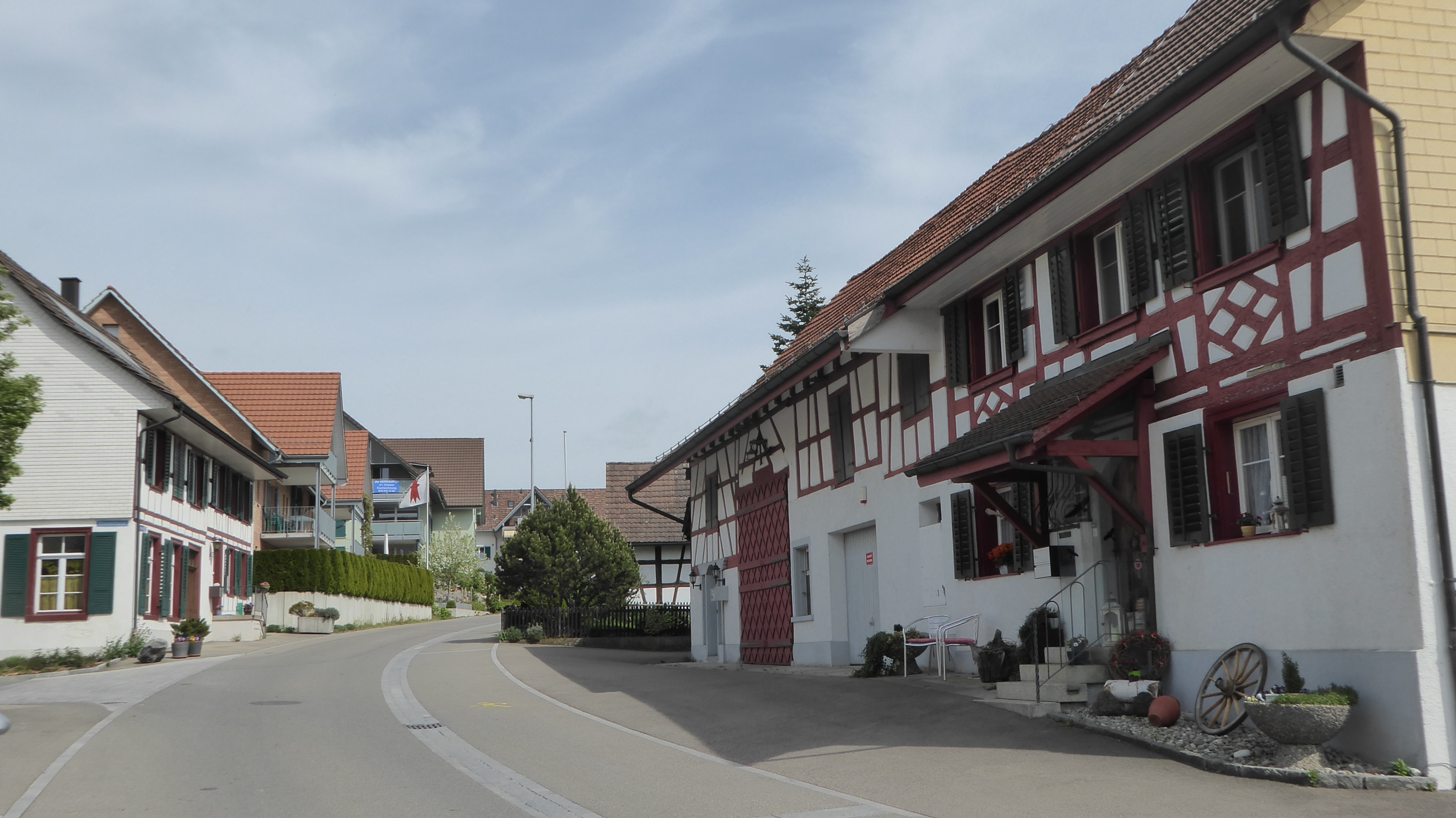
Dorfstrasse, gegenüberliegende Richtung
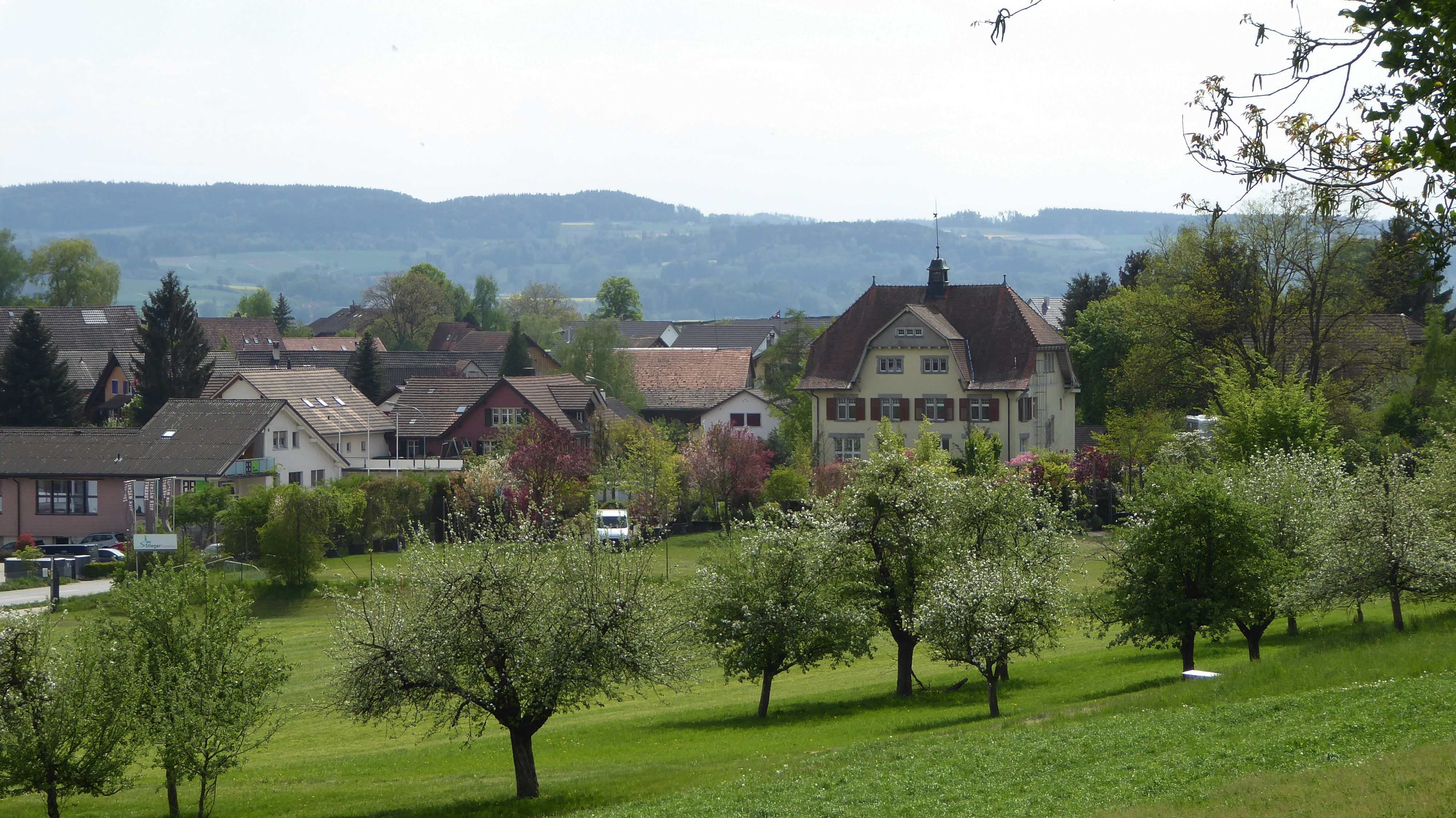
Schulhaus